# بونت لآبي
بونت لآبي هي إحدى بلديات فرنسا وتتبع كانتون بونت لآبي . وهي عاصمة كانتون بونت لآبي .     تبلغ مساحتها 18.21 كيلومتر مربع. ورمزها البريدي هو 29120 .

## معرض صور

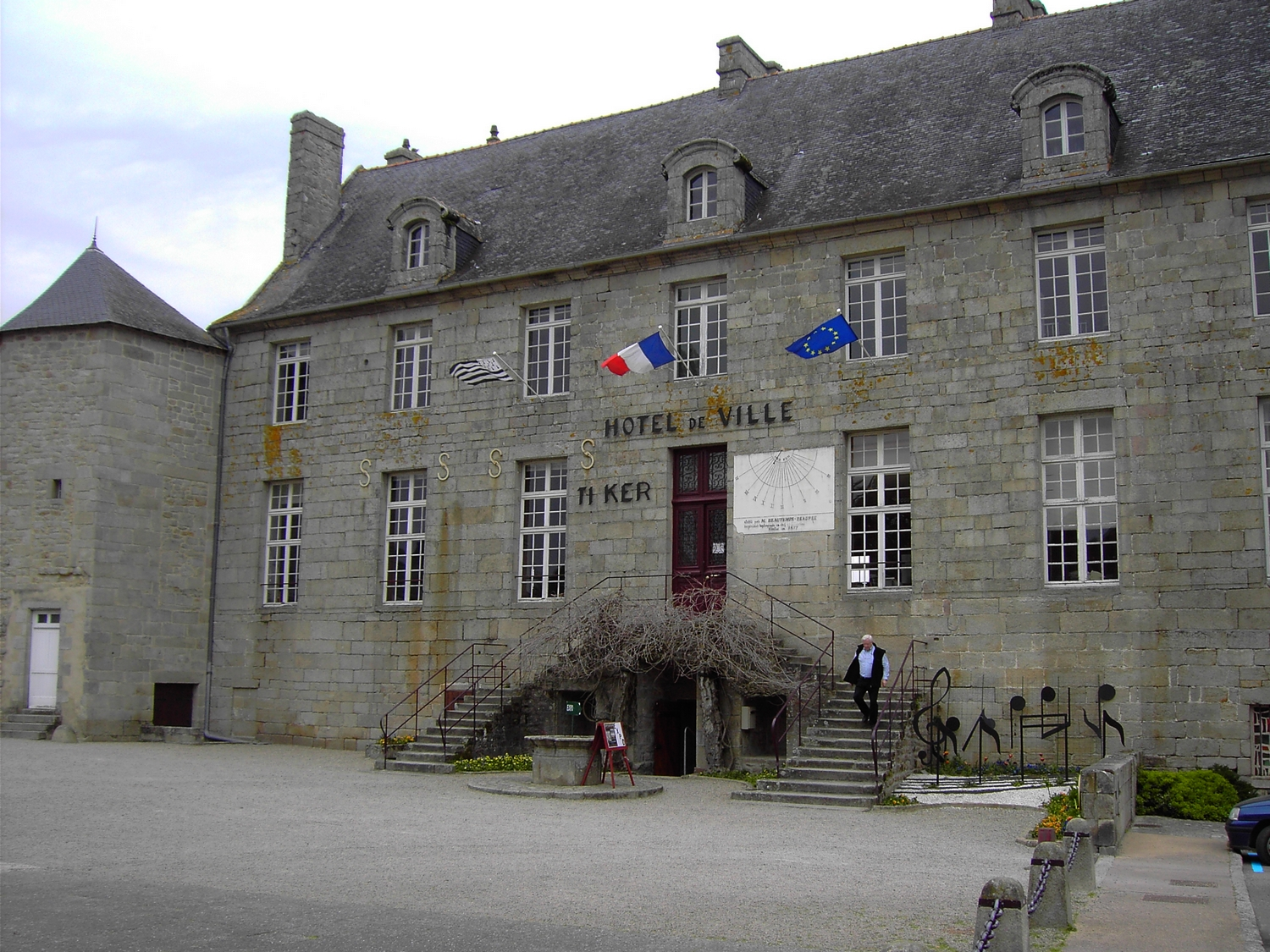
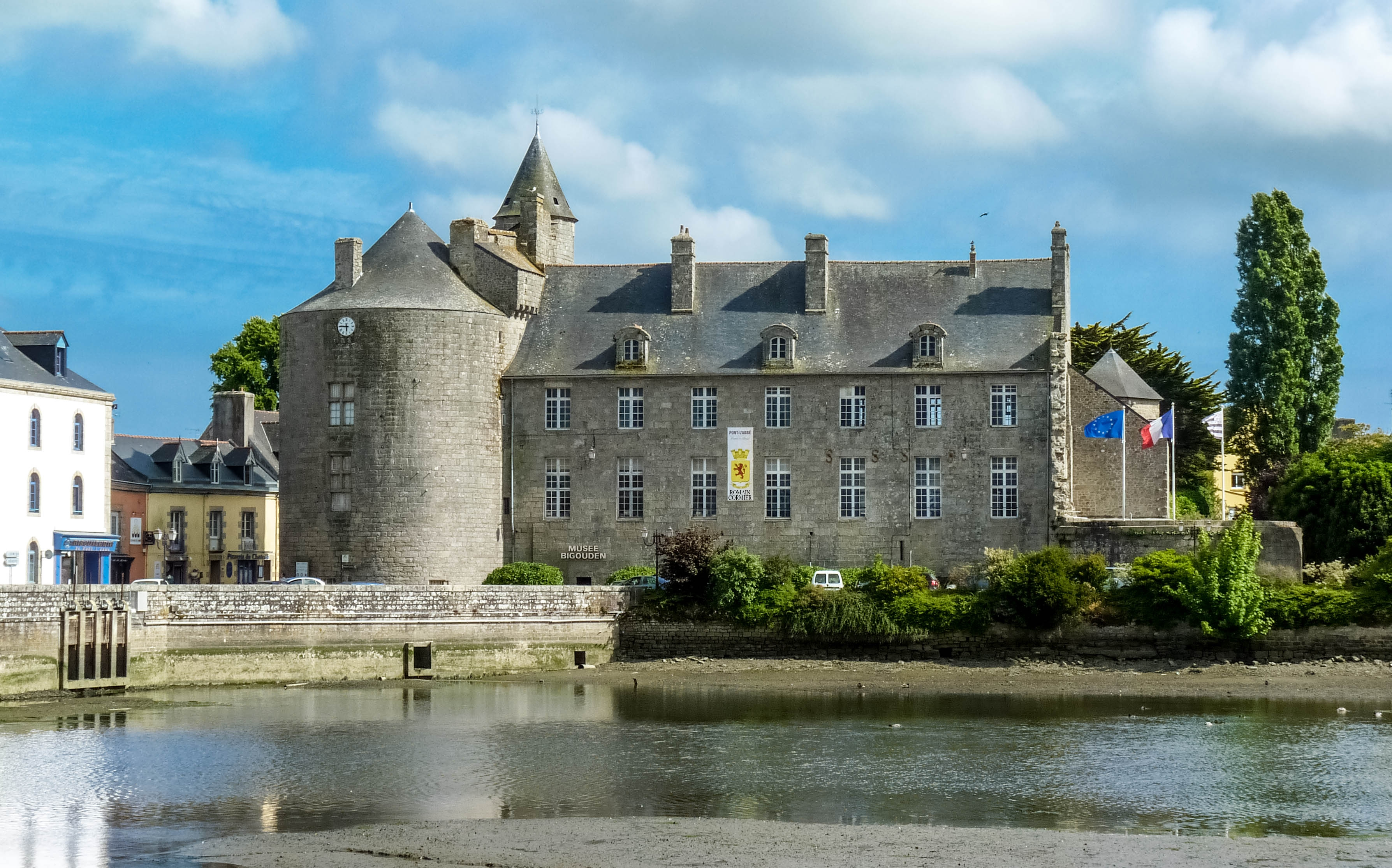
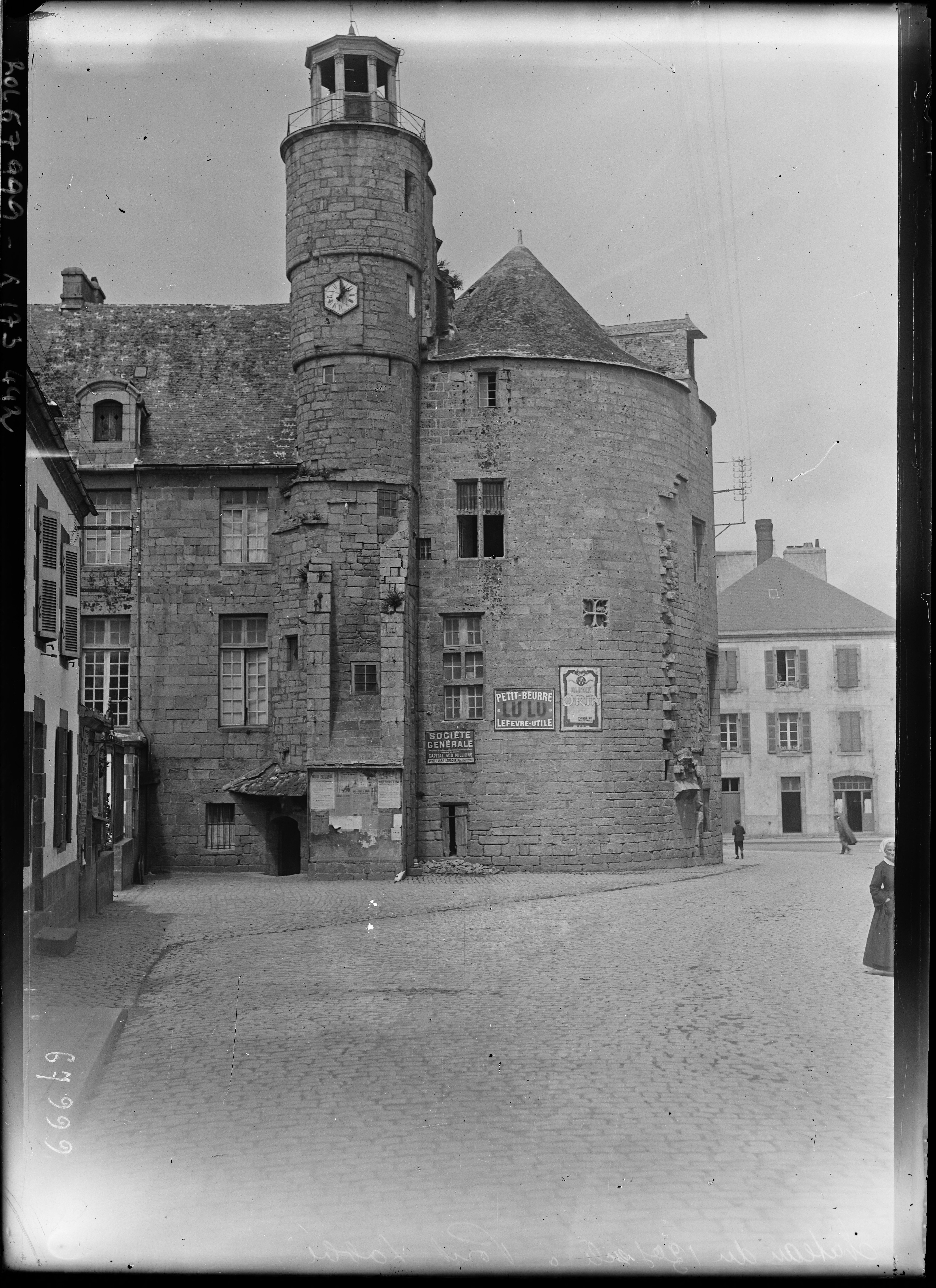

## الموقع
تشترك في الحدود مع:
- Combrit
- Plomeur
- Plonéour-Lanvern
- Plobannalec-Lesconil
- لوكتودي
- Tréméoc.

## أعلام
- جيروم كرفييل
- إيف ماري مونوت
- لوران هيرفيه
- فيوليت فيردي